# Mehdi Mostefa
Mehdi Mostefa-Sbaa (arabisch مهدي مصطفى سبع, DMG Mahdī Muṣṭafā Sabʿ; * 30. August 1983 in Dijon) ist ein französisch-algerischer ehemaliger Fußballspieler. Er spielte hauptsächlich im Mittelfeld, konnte aber auch als Außenverteidiger eingesetzt werden.

## Karriere

### Vereinskarriere
Als Sohn eines algerischen Vaters und einer französischen Mutter in Dijon geboren, spielte Mehdi Mostefa nach dem Beginn seiner Laufbahn bei Fontaine-les-Dijon FC für die Jugendmannschaften vom FCO Dijon und dem AS Monaco.
Zu Beginn seiner Seniorenkarriere spielte er für die Reservemannschaften von Monaco und Hannover 96 und wechselte 2004 in die dritte Liga zum Zweitligaabsteiger ASOA Valence. Nachdem sich der Verein im Sommer 2005 wegen Insolvenz aufgelöst hatte, zog es ihn nach nur einer Saison zum Viertligisten EDS Montluçon. Bereits ein Jahr später verließ er den Verein wieder und akzeptierte ein Angebot des FC Sète.
Als er daraufhin mit guten Leistungen auf sich aufmerksam machte, wurde er im Sommer 2007 vom Ligakonkurrenten Olympique Nîmes verpflichtet. Nach dem Aufstieg mit seiner Mannschaft, spielte er zur Saison 2008/09 erstmals in der Ligue 2. Kurz nach dem Abstieg Nîmes aus der zweiten Liga unterschrieb er am 6. Juni 2011 einen Vertrag bis 2013 beim Ligue 1-Aufsteiger AC Ajaccio. Am 6. August 2011 debütierte er für Ajaccio in der höchsten französischen Spielklasse gegen den FC Toulouse. Seinen ersten Ligaspiel-Treffer erzielte er kurz darauf am 21. September im Spiel gegen den HSC Montpellier.
Gegen Ende der Saison 2013/14 führte Mostefa die Mannschaft von Ajaccio als Kapitän aufs Feld, konnte den Abstieg in den 2. Liga jedoch nicht verhindern.
Im Mai 2014 kündigte er an, den AC Ajaccio zu verlassen, um eine Erfahrung im Ausland anzustreben. Am 7. August unterschrieb Mostefa aber beim französischen Erstligisten FC Lorient einen Drei-Jahres-Vertrag.
Im August 2015 wechselte er zum SC Bastia. Dort absolvierte er zwei Spielzeiten und ging dann für ein Jahr weiter zu Paphos FC auf Zypern. Nach 2018 stand er bei AS Béziers unter Vertrag. 2023 beendete er seine Karriere.

### Nationalmannschaft
Im Oktober 2010 wurde er von Abdelhak Benchikha zum ersten Mal in das Aufgebot der algerischen Nationalmannschaft berufen und debütierte schließlich am 17. November desselben Jahres in einem Freundschaftsspiel gegen Luxemburg. Nachdem er mit Algerien am Afrika-Cup 2013 teilgenommen hatte, wurde er im Mai 2014 in den Kader für die Fußball-Weltmeisterschaft 2014 berufen, bei der er zwei Spiele bestritt. Nach dem Turnier wurde er nicht mehr berücksichtigt.